# Boleslav II. Poljski
Boleslav II. Velikodušni ali Smeli (poljsko Bolesław II Szczodry/Śmiały) je bil od leta 1058 do 1076 knez in nato do leta 1079 tretji kralj Poljske, * ok. 1042, †  2./3. april 1081/1082.
Bil je najstarejši sin kneza Kazimirja I. Obnovitelja in Marije Dobronege.
Boleslav II. velja za enega od najsposobnejših vladarjev iz dinastije Pjastov. Leta 1075 je ponovno ustanovil nadškofijo Gniezno, posvečeno leta 1064, in ustanovil škofijo Plock. Ustanovil je benediktinske samostane v Mogilnu, Lublinu in Vroclavu in bil prvi poljski monarh, ki je koval lastne kovance v dovolj veliki količini, da so nadomesti tuje, ki so prevladovali med vladavinama prvih dveh poljskih kraljev. V Krakovu in Vroclavu  je ustanovil kraljevi kovnici ter reformiral kovance, kar je v kraljevo blagajno prinašalo  precejšnje prihodke. Vsa ta prizadevanja so imela velik vpliv na gospodarski in kulturni razvoj države.
Po pisanju kronista Gallusa Anonimusa so ga v času njegovega vladanja imenovali "Largus" (poljsko "Szczodry", slovensko "Velikodušni"), saj je ustanovil številne cerkve in samostane po vsej Poljski. Vzdevek "Smeli" (poljsko Śmiały) je dobil šele v poznejši Kroniki poljskih kraljev, čeprav ga je zgodovinopisje 19. in 20. stoletja obravnavalo kot sodobnega. 

## Vojvoda Poljske
Po smrti očeta Kazimirja leta 1058 je Boleslav II. kot najstarejši sin podedoval Velikopoljsko in Malopoljsko ter Mazoviško, Pomerelsko in Šlezijsko deželo. Njegova mlajša brata Vladislav Herman in Mješko sta postala guvernerja preostalih dežel. Mješko je umrl razmeroma zgodaj, leta 1065, in njegove posesti so prišle pod Boleslavovo oblast.
Oče mu je zapustil stabilizirano državo. Boleslav II. je nadaljeval njegovo zunanjo politiko in poskušal obdati svoje kraljestvo z zavezniškimi kraljestvi, da bi se lahko upiral obsežnemu Svetemu rimskemu cesarstvu na zahodu. Prizadeval si je, da bi Poljska sčasoma mejila samo na zavezniške države. To je bil glavni razlog za njegove številne posege v tujini. V letih 1060–1063 je posredoval na Ogrskem, da bi pomagal svojemu stricu, kralju Béli I., v dednem sporu z nečakom Salomonom, ki ga je podpiral njegov svak, nemški kralj Henrik IV. Béla I. je leta 1061 s podporo poljskih čet uspel priti na ogrski prestol.
Boleslavova proticesarska politika je povzročila spor s cesarjevo zaveznico Vojvodino Češko. Spor je dosegel vrh, ko je češki vojvoda Vratistalv II. odklonil letno plačilo za Šlezijo in spodbudil češko plemstvo k uporu. Leta 1063 je Boleslav II. neuspešno oblegal Hradec nad Moravicí in bil prisiljen k umiku. Odnosi z Vratislavom so se kasneje uredili do te mere, da se je Vratislav II. poročil z Boleslavovo sestro Svetoslavo.
Ogrski kralj Béla I. je leta 1063 umrl. Boleslav II. ni mogel obraniti njegovega sina Géze I. pred nemškimi četami cesarja Henrika IV., ki je na ogrski prestol posedel Salomona. Leta 1069 so v Kijevski Rusiji strmoglavili velikega kneza Izjaslava I. in njegovo ženo, Boleslavovo teto Gertrudo. S posredovanjem poljske vojske sta se vrnila na oblast. 
Leta 1071 je Boleslav II. ponovno napadel Češko. Ker je zavrnil vsak poskus arbitraže kralja Henrika IV., je bil spor rešen s premirjem med sprtima stranema. Boleslav II. je prelomil sporazum in ponovno napadel Češko in zavrnil plačilo davka za Šlezijo Svetemu rimskemu cesarstvu. Henrik IV. se je pripravljal na pohod proti Poljski, vendar ga je prekinil zaradi upora na Saškem leta 1073.
Zaradi posegov v ogrske, češke in kijevske notranje zadeve je Boleslav II. zanemaril poljske interese na baltski obali. Gdansko Pomorjansko je zato leta 1060 ali 1066 prekinilo svoje vezi s Poljskim kraljestvom.

## Kralj Poljske
ko je Hildebrand Sovanski, nasprotnik nemškega kralja, leta 1073  postal papež Gregor VII., je Boleslav II. v njem videl naravnega zaveznika in začel izvajati papeževe reforme v nadškofiji Gniezno in se pogajati za pridobitev kraljevskega položaja. Spodbujal je nenehne upore na Saškem, zaradi katerih se je  Henrik IV. umaknil iz te regije, a je kljub temu kmalu zatem leta 1075  v bitki pri Homburgu upor zatrl. Poljski kralj je izkoristil priložnost in skupaj s kijevskim velikim knezom Vladimirjem Monomahom napadel Henrikovega vazala  Vratislava II. Češkega.
V zahvalo za podporo papežu med njegovim sporom o investituri v Svetem rimskem cesarstvu je Boleslav II. dobil poljsko kraljevo krono. V stolnici Gniezno ga je v prisotnosti papeškega legata na božični dan leta 1076 kronal nadškof Bogumil. Skesanje kralja Henrika IV. in njegovo romanje v Canosso leta 1077 je vključevalo tudi cesarsko priznanje kraljevega naslova Boleslava II. Boleslavov novi položaj in njegov ponos sta povzročila upor poljskih magnatov, ki so se bali, da je monarhija začela postajati premočna.

## Odstavitev in smrt
Leta 1077 so čete Boleslava II. pomagale priti na prestol dvema pretendentoma: Ladislavu I. Ogrskemu, drugemu sinu Béle I., in, že drugič,  Izjaslavu KIjevskemu. Leta 1078 so poljske čete med vračanjem iz Ukrajine osvojile Rdečo Rutenijo. Spor s poljskimi plemiči  je leta 1079 dosegel vrhunec v odprtem uporu, v katerem je bil Boleslav  odstavljen in izgnan iz države. Okoliščine, ki so privedle do kraljevega izgona, so bile neposredno povezane  s krakovskim škofom Stanislavom, ki je kralja izobčil zaradi njegove nezvestobe.
Iz zgodovinskih zapisov  je razvidno, da je bil škof Stanislav vpleten v zaroto opozicijskih mogotcev, ki so načrtovali odstranitev kralja in njegovo zamenjavo z bratom Vladislavom Hermanom. Boleslav je škofa Stanislava enostransko razglasil za krivega izdaje. Gallus Anonimus je uporabil besedo "traditor", kar pomeni "izdajalec". Škof je zasebno in nato javno posvaril kralja, naj se pokesa zaradi prešuštva in drugih razvad, a se je Boleslav odločil za drugačno ravnanje: 11. aprila 1079 je med mašo napadel škofa Stanislava in ga ubil.
Boleslav II. je našel zatočišče na dvoru ogskega kralja Ladislava I., ki je vladal prav po zaslugi odstavljenega poljskega kralja. Po pisanju Gala Anonima je nato Boleslavovo zlobno ravnanje z ogrskimi gostitelji  povzročilo njegovo prezgodnjo smrt: leta 1081 ali 1082 so ga umorili, verjetno z zastrupitvijo. Star je bil okoli 40 let.

## Osojska legenda
Priljubljena legenda pravi, da je Boleslav odšel v Rim prosit odpuščanja papeža Gregorja, ki mu je za pokoro naložil tavanje v osebi nemega skesanca. Na poletni večer leta 1082 je prispel v benediktinsko opatijo v Osojah na Koroškem, kjer so ga sprejeli. V samostanu je opravljal vsa težka dela, dokler se ni spokoril in umrl.
Ob obzidju Osoj je grobnica s podobo konja in napisom "Rex Boleslaus Polonie occisor sancti Stanislai Epi Cracoviensis" (Boleslav, poljski kralj, morilec svetega Stanislava, krakovskega škofa). Leta 1960 so po navodilih grofice Karoline Lanckorońske grobnico odprli in odkrili moške kosti ter ostanke poljskega viteškega oklepa iz 11. stoletja.
Legenda je nastala več stoletij po kraljevi smrti. Prvi jo je omenil kronist Maciej Miechowita leta 1499. Kraljev grob se v resnici še vedno išče in ostaja neznan. Druga priljubljena hipoteza o usodi njegovih posmrtnih ostankov trdi, da so jih leta 1086 prenesli v benediktinsko opatijo Tyniec pri Krakovu.

## Zakonska zveza, otrok in spolna nagnjenja
Boleslav II. se je pred letom 1069 poročil z Višeslavo (umrla po 1089), hčerko velikega kijevskega kneza Svjatoslava II. in njegove prve žene KIlikije. Z njo je imel sina Mješka (1069 – 1089).
Sodobni zgodovinarji pod vodstvom Oswalda Balzerja so leta 1895 ovrgli kijevsko poreklo in ime prve Boleslavove žene in postavili teorijo, da je bila njegova prva žena kraljica po imenu Agneza (Neža),  katere osmrtnica je zapisana v Zwiefaltenu. Agneza je bila morda iz dinastije Přemyslidov.
Boleslava so zaradi odklanjanje poroke, saj je bil pri 25 letih še vedno samski, njegovi kritiki obtožili homoseksualnosti. Vodilni Jan Długosz ga je obtožil tudi sodomije. Obtožbe je verjetno motivirala politika. Boleslav je bil bolj verjetno biseksualec.